# Tensi no revolver
A Tensi no revolver (天使のリボルバー; Tensi no riborubá; Hepburn: Tenshi no riborubā; „Az angyal revolvere”) a Buck-Tick japán rockegyüttes tizenötödik nagylemeze, mely 2007-ben jelent meg. Ötödik volt az Oricon albumlistáján, 23 114 eladott példánnyal. Ezzel a lemezzel az együttes visszatért a tiszta alternatív rockhoz.

## Dallista
Az összes dalszöveg szerzője Szakurai Acusi, kivéve, ahol külön jelölve van; az összes szám szerzője Imai Hiszasi, kivéve, ahol külön jelölve van.
| 1.    | Mr. Darkness & Mrs. Moonlight                          | Imai Hiszasi |                 | 4:29 |
| 2.    | Rendezvous (RENDEZVOUS ～ランデヴー～)                 |              |                 | 4:45 |
| 3.    | Montage (モンタージュ)                                 | Imai Hiszasi |                 | 4:27 |
| 4.    | Lily (リリィ)                                          | Imai Hiszasi |                 | 3:41 |
| 5.    | La Vie en Rose (La vie en Rose ～ラヴィアン・ローズ～) |              | Hosino Hidehiko | 3:59 |
| 6.    | Cream Soda                                             |              | Hosino Hidehiko | 3:38 |
| 7.    | Rain                                                   |              |                 | 5:37 |
| 8.    | Beast                                                  |              |                 | 4:12 |
| 9.    | Zekkai (絶界)                                          |              |                 | 3:56 |
| 10.   | Snow White                                             |              | Hosino Hidehiko | 4:31 |
| 11.   | Spider (スパイダー)                                    |              |                 | 3:35 |
| 12.   | Alice in Wonder Underground                            | Imai Hiszasi |                 | 4:07 |
| 13.   | Revolver                                               |              |                 | 4:51 |
| 55:41 |                                                        |              |                 |      |